# Inwendig-productruimte

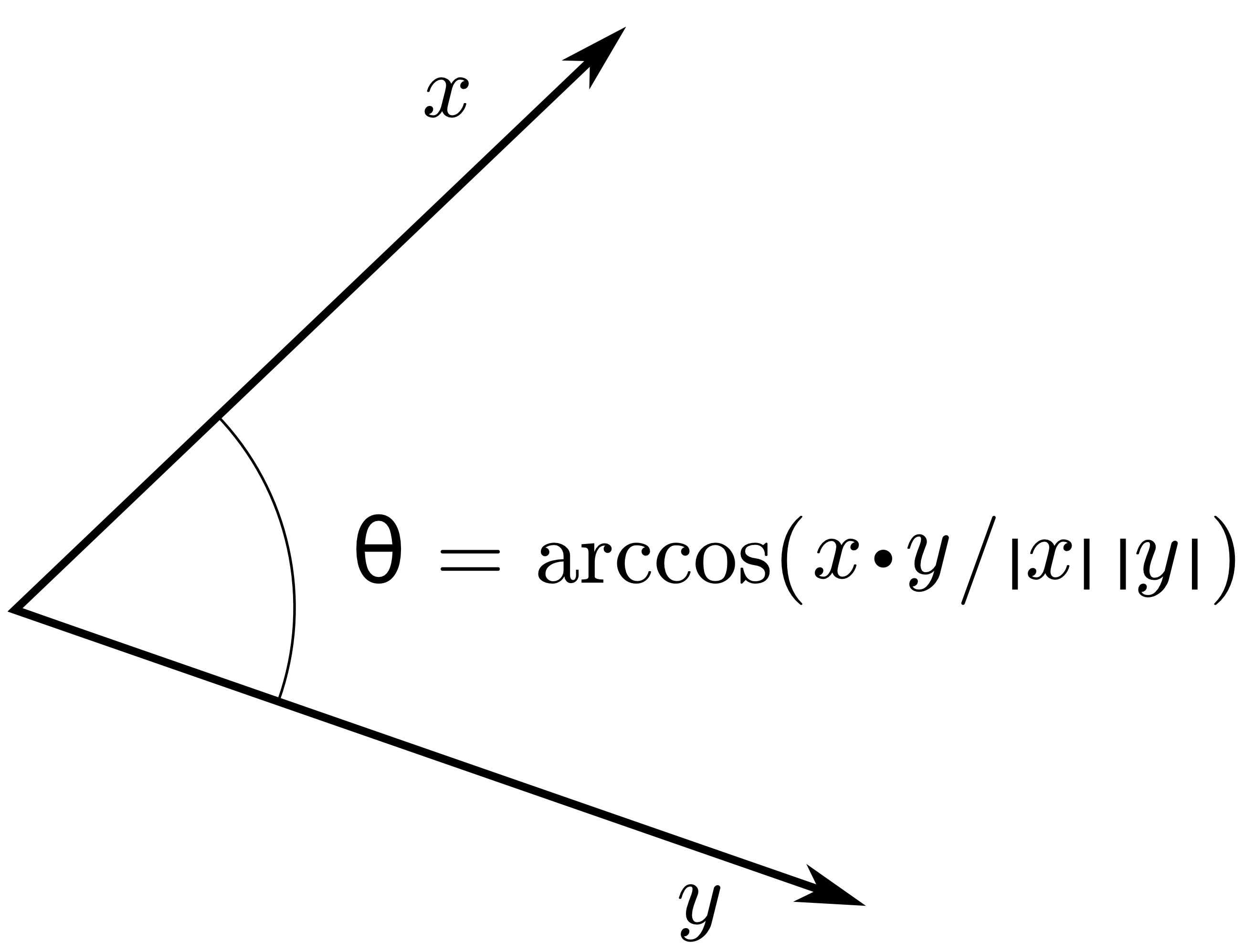
Meetkundige interpretatie van het inwendig product als een hoek tussen twee vectoren

In de functionaalanalyse, een deelgebied van de wiskunde, is een inwendig-productruimte een vectorruimte met de additionele structuur die het inwendig product wordt genoemd. Deze additionele structuur associeert elk paar van vectoren in de ruimte met een scalaire grootheid die bekendstaat als het inwendig product van de vectoren. 
Inwendige producten maken het mogelijk om intuïtieve meetkundige begrippen, zoals de lengte van een vector of de hoek tussen twee vectoren, op een meer formele wijze in te voeren, en algemener toe te passen, bijvoorbeeld op functies in een functieruimte. Zij bieden ook de middelen voor het definiëren van orthogonaliteit tussen vectoren (het inwendig product is dan gelijk aan nul). Met de bijbehorende norm geldt dan gewoon de stelling van Pythagoras, en is de kortste afstand van een punt tot een lineaire variëteit de loodrechte afstand.
Een eindigdimensionale reële inwendig-productruimte is een euclidische ruimte, wat al een verruiming is ten opzichte van het klassieke ruimtebegrip. Bij een orthonormale basis is het inwendig product in termen van de coördinaten gelijk aan het gebruikelijke standaardinproduct, ook bekend als het scalaire product.
Inwendig-productruimten veralgemenen de euclidische ruimte verder naar een vectorruimte die ook oneindigdimensionaal kan zijn, en/of een complexe vectorruimte. Zij worden bestudeerd in de functionaalanalyse.